# Дезодорант
Дезодора́нт (от фр. dés — приставка, означающая удаление, и лат. odor — запах) — косметическое средство для маскировки, ослабления или устранения неприятных запахов.
Механизм действия дезодорантов заключается в предотвращении размножения бактерий во влажной среде и в поглощении естественных запахов тела и других навязчивых запахов. В состав дезодорантов часто входят дезинфицирующие и бактерицидные добавки, уничтожающие микроорганизмы и препятствующие появлению неприятного запаха.
Наиболее часто дезодоранты применяются в зоне подмышек для устранения запаха, вызванного преимущественно продуктами бактериального разложения пота.
В продаже распространены дезодоранты-антиперспиранты. Эти средства помимо борьбы с запахом способствуют закрытию потовых желёз и таким образом предотвращают выделение пота.

## Происхождение слова

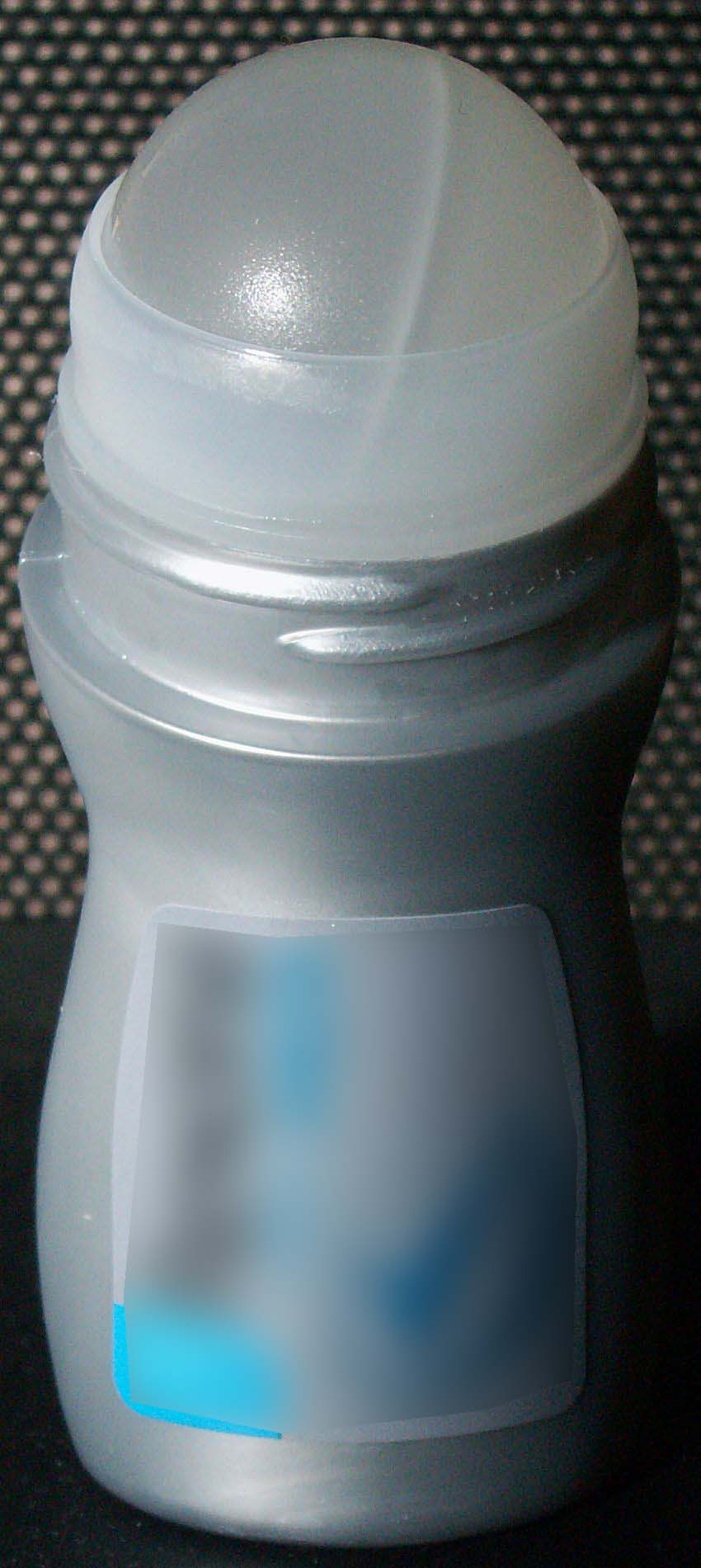
Роликовый дезодорант

Первоначально для уменьшения нежелательных запахов начали применять духи, которые просто маскировали иные запахи.
Для дезодорации воздуха, помещений и т. п. применяли самые разные вещества
(древесный уголь, раствор белильной извести, марганцевокислый калий, пероксид водорода и другие).
Запахи, образующиеся в результате (гнилостного) разложения органических субстратов (выделения людей и животных, пищевые продукты, трупы и т. д.), в большинстве случаев довольно неприятны.

Наиболее эффективны смеси из нескольких компонентов — антиперспирантов, эфирных масел, синтетических ароматизаторов, растворителей и других, обладающих более интенсивным и устойчивым запахом по сравнению с отдельными составляющими.

## Современные дезодоранты для тела

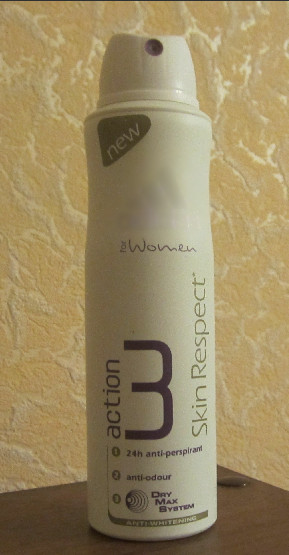
Дезодорант-аэрозоль

В настоящее время наибольшее распространение получили шариковые и роликовые дезодоранты-антиперспиранты, а также дезодоранты в аэрозольной упаковке.
Действующим веществом дезодорантов-антиперспирантов являются комплексы алюминия и цинка. Часто в составе этих продуктов присутствует этиловый спирт, однако не все потребители любят спиртосодержащие продукты: для чувствительной кожи спирт может оказаться слишком высушивающим веществом.

## Проблема безопасности дезодорантов
Некоторые вещества, которые входят в состав распространённых дезодорантов для тела, вызывают повышенное внимание гигиенистов, так как существуют опасения, что они могут оказывать неблагоприятное действие на здоровье человека.
В первую очередь это относится к следующим компонентам:
- Парабены.
- Вещества, выделяющие формальдегид.